# 88P/Howell
88P/Howell – kometa okresowa należąca do rodziny komet Jowisza, odkryta 29 sierpnia 1981 roku przez Ellen Howell w Obserwatorium Palomar. Kometa 88P/Howell okrąża Słońce w ciągu 5 i pół roku, a półoś wielka jej orbity wynosi 3,12 j.a.
Jądro tej komety ma rozmiary około 4,4 km.